# Sean Connery

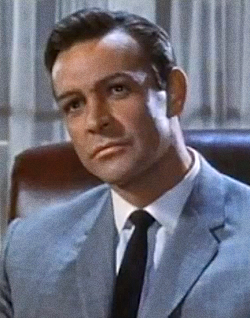
Sean Connery in Hitchcocks Marnie in 1964, ook het jaar van Goldfinger

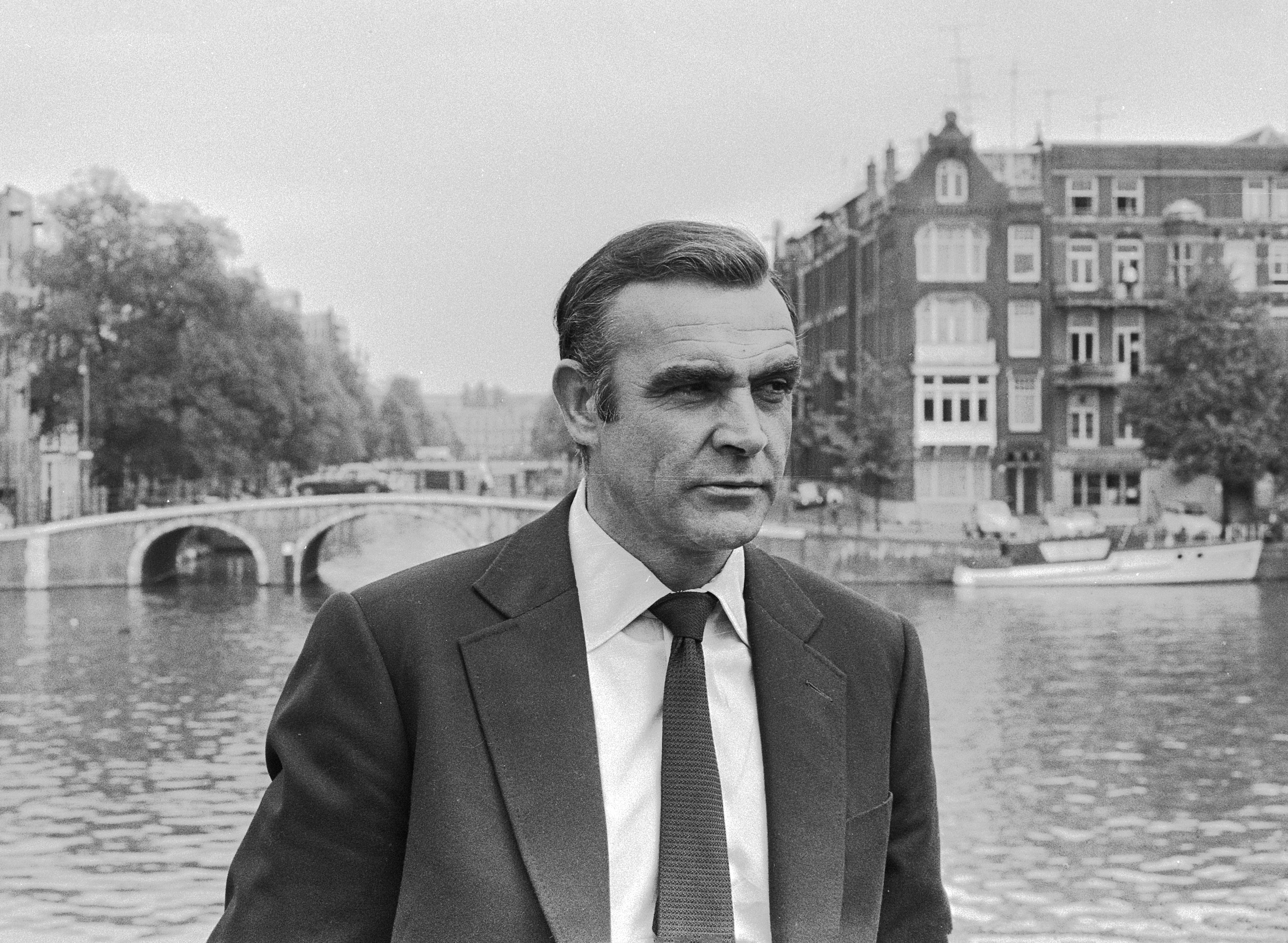
Connery (James Bond) in Diamonds Are Forever, 1971, Amsterdam

Sir Thomas Sean Connery (spreek uit als: SJÔN KOnnerie; IPA: [ʃɔːn_'kɒnəri]; Edinburgh, 25 augustus 1930 – Nassau (Bahama's), 31 oktober 2020) was een Schots acteur, die in zijn carrière één  Academy Award, tweemaal een BAFTA Award en drie Golden Globes wist te winnen. Connery werd wereldwijd bekend als de acteur die de fictieve geheim agent James Bond portretteerde. In de periode 1962-1983 speelde hij zevenmaal in een Bond-film. In 2000 werd hij geridderd, waardoor hij de Britse titel sir mocht dragen.

## Biografie
Sean Connery werd geboren in een arm gezin. Op zijn dertiende verliet hij de schoolbanken om melkboer te worden en drie jaar later ging hij bij de marine. Daar werd hij op zijn achttiende afgekeurd vanwege een zweer aan de twaalfvingerige darm. Hierna werd hij vrachtwagenchauffeur.
Connery deed mee aan bodybuildingwedstrijden en werd in 1953 derde in de juniorklasse van een Mr. Universe-verkiezing. Hij viel op bij de daarbij aanwezige casting-directors, die hem een rol in de musical ‘South Pacific’ aanboden. Na diverse rollen in series en films werd hem in 1962 aangeboden de rol van James Bond in een film te spelen.

### James Bond
Connery is bekend geworden bij het grote publiek door zijn filmrol als Ian Flemings James Bond. Hij was niet de eerste Bond: de Amerikaanse acteur Barry Nelson ging hem in 1954 voor in de televisiefilm Casino Royale. Toen Connery werd voorgesteld voor de rol van Bond in de film Dr. No vond Fleming hem niet geschikt, omdat de James Bond die hij voor ogen had een subtielere figuur was dan "een uit zijn krachten gegroeide stuntman". Filmproducent Albert R. Broccoli werd door zijn vrouw Dana overgehaald het toch met de charismatische Connery te proberen. Toen de film klaar was, was Fleming zo tevreden over Connery's vertolking van James Bond dat hij in zijn volgende roman You Only Live Twice (1964) het personage Bond aanpaste aan Connery, onder meer door zijn afkomst Schots te maken.
Connery speelde de rol van Bond in de volgende bioscoopfilms:
- Dr No (1962)
- From Russia with Love (1963)
- Goldfinger (1964)
- Thunderball (1965)
- You Only Live Twice (1967)
- Diamonds Are Forever (1971)

De rol werd overgenomen door George Lazenby (alleen in On Her Majesty's Secret Service) en in de volgende zeven films door Roger Moore. Hoewel in totaal zeven acteurs de titelheld in de James Bond-films hebben gespeeld, geldt Connery voor velen nog steeds als 'de enige echte'. Zelf probeerde hij bij de keuze van latere rollen zoveel mogelijk onder het Bond-stereotype uit te komen. Volgens Michael Caine leed hij eronder dat hij altijd en overal herkend werd als James Bond.
Toch kwam Connery in 1983 nog één keer terug als James Bond in de speelfilm Never Say Never Again, een (niet door Broccoli's EON Productions gemaakte) remake van Thunderball. De titel verwijst naar zijn uitspraak na Diamonds Are Forever dat hij de rol van Bond nooit meer zou spelen. Voorts heeft hij zijn stem geleend aan de game 007: From Russia with Love (2005).

### Overige producties
Na de James Bond-reeks speelde Connery in tal van andere grote producties, waaronder The Man Who Would Be King (1975), A Bridge Too Far (1977), Highlander (1986), The Name of the Rose (1986), The Untouchables (1987), Indiana Jones and the Last Crusade (1989), The Hunt for Red October (1990), Medicine Man (1992) en The Rock (1996).

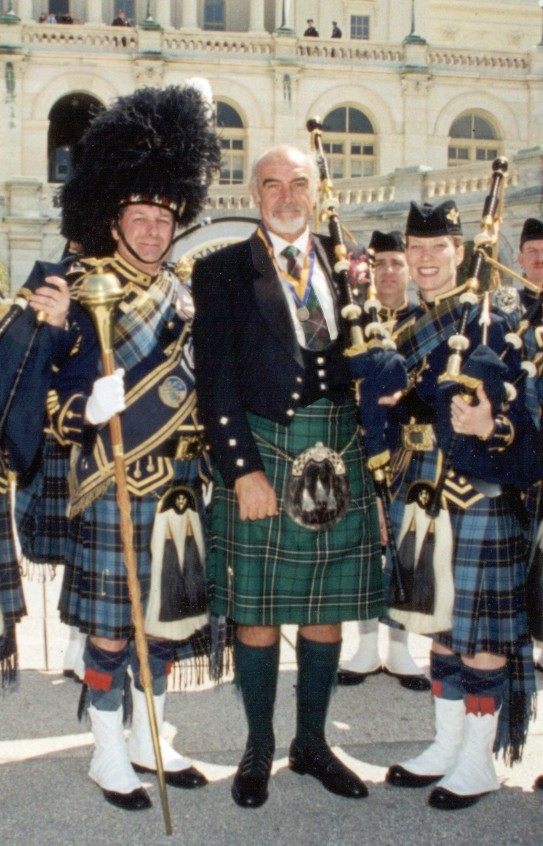
Sean Connery (midden) in een traditionele Schotse kilt

### Pensioen
In 2006 kondigde Connery zijn pensioen als acteur aan. Hij had toen al drie jaar niet meer in een film gespeeld. Dit weerhield Steven Spielberg er niet van om hem te benaderen voor het nogmaals spelen, in een dan nu wat kleinere rol, van de vader van de hoofdpersoon in Indiana Jones and the Kingdom of the Crystal Skull (2008). Dit verzoek werd door Connery van de hand gewezen. Ook voor een bescheiden rol in de James Bondfilm Skyfall (2012) was Connery kort in beeld, maar voor deze rol werd hij niet daadwerkelijk benaderd.

### Onderscheidingen
Connery kreeg een BAFTA Award als beste acteur voor zijn rol als William van Baskerville in The Name of the Rose uit 1986. In 1988 werd hij genomineerd voor een Oscar voor zijn rol van Jimmy Malone in The Untouchables, die hij ook gewonnen heeft. Daarnaast begon hij in de jaren negentig met het produceren van films.
Hoewel hij niet meer in Schotland woonde, was Connery actief in de Scottish National Party, die streeft naar autonomie voor Schotland. Op nieuwjaarsdag 2000 werd Connery tot ridder (Knight Bachelor) geslagen door de Britse koningin Elizabeth II en mocht zich voortaan 'Sir' Sean noemen.
In juni 2006 ontving Connery de prestigieuze American Film Institute Achievement Award, enkele maanden nadat hij had aangekondigd met pensioen te gaan.
In de zomer van 2008 bracht Connery zijn boek Being a Scot uit. Hij geeft in zijn memoires onder meer zijn visie op de vele aspecten van het Schotse leven en de cultuur.

### Overlijden
Connery leed aan het eind van zijn leven aan een vorm van dementie. Hij overleed thuis in zijn villa in Nassau (Bahama’s) op 31 oktober 2020 op 90-jarige leeftijd in zijn slaap. Op zijn overlijdensakte staat als doodsoorzaak vermeld dat hij is overleden aan hartfalen en ouderdom.

## Trivia
- Connery begon vanaf zijn 21e zijn haar te verliezen en droeg daarom in alle James Bond-films een toupet.[12] Toen hij Bond niet meer speelde verscheen hij steeds vaker kalend in de films. In de film Wrong Is Right uit 1982 stak hij hier zelfs de draak mee door in een scène zijn toupet af te werpen.
- Na The Anderson Tapes uit 1971 speelde Connery enkel nog snor- of baarddragende rollen, de Bond-remake Never Say Never Again daargelaten.
- In 1989, op 59-jarige leeftijd, werd hij door het Amerikaanse tijdschrift People uitgeroepen tot de Sexiest Man Alive. Hierop reageerde Connery met "Well, there aren't many sexy dead men, are there?" (Er zijn ook niet zoveel sexy dode mannen, of wel?).

## Over Sean Connery
- Andrew Yule, Sean Connery: Neither Shaken Nor Stirred, Little, Brown Book Group, Londen, 1992. ISBN 978-0-7515-4097-0
- Robert Sellers, Sean Connery: A Celebration, Robert Hale, Londen, 1999. ISBN 978-0-7090-6125-0